# Леваллуа-Перре Північний
Леваллуа́-Перре́ Півні́чний (фр. Levallois-Perret-Nord) — кантон у Франції, в департаменті О-де-Сен регіону Іль-де-Франс.

## Склад кантону
Кантон включає в себе 1 муніципалітет:
| Муніципалітет    | Площа | Населення, осіб | Рік  |
| ---------------- | ----- | --------------- | ---- |
| Кліші*           | -     | 12182           | 1999 |
| Леваллуа-Перре** | -     | 28218           | 1999 |

* — лише південна частина міста Кліші

** — лише північна частина міста Леваллуа-Перре
| Франція | Це незавершена стаття з географії Франції. Ви можете допомогти проєкту, виправивши або дописавши її. |